# 拉普下口鯰
拉普下口鯰，為輻鰭魚綱鯰形目甲鯰科的其中一種，為溫帶淡水魚，分布於南美洲拉普拉他河流域，體長可達21.8公分，棲息在底層水域，生活習性不明。

## 扩展阅读
維基物種上的相關：拉普下口鯰